# Clam Lake (Wisconsin)
Clam Lake es un lugar designado por el censo (en inglés, census-designated place, CDP) ubicado en el condado de Ashland, Wisconsin, Estados Unidos. Según el censo de 2020, tiene una población de 36 habitantes.

## Geografía
La localidad está ubicada en las coordenadas 46°9′16″N 90°54′21″O / 46.15444, -90.90583 (46.154438, -90.905809). Según la Oficina del Censo de los Estados Unidos, tiene una superficie total de 1.73 km², de la cual 1.04 km² corresponden a tierra firme y 0.69 km² están cubiertos de agua.

## Demografía
Según el censo de 2020, hay 36 personas residiendo en Clam Lake. La densidad de población es de 35 hab./km². La totalidad de los habitantes son blancos. No hay hispanos o latinos viviendo en la localidad.